# فریتس هلموت
فریتس هلموت (دانمارکی: Frits Helmuth؛ ‏ ۳ ژوئیهٔ ۱۹۳۱ – ۱۲ دسامبر ۲۰۰۴) بازیگر اهل دانمارک بود.
از فیلم‌ها یا برنامه‌های تلویزیونی که وی در آن نقش داشته‌است، می‌توان به نورهای سوسوزننده، پر و کارل، سمفونی کودکی من اشاره کرد.